# The String Cheese Incident
The String Cheese Incident est un groupe de musique américain fondé en 1993 dans l'État du Colorado.
Le groupe est constitué de Michael Kang (mandoline, guitare électrique et violon), Michael Travis (percussions), Bill Nershi (guitare acoustique, lap steel guitar, bottleneck), Kyle Hollingsworth (piano, orgue, piano électrique et accordéon) et de Keith Moseley (basse). En 2006, Jason Hann, percussionniste se joint au groupe.
Leur musique emprunte à différents genres musicaux : bluegrass, rock, electronica, calypso, country, funk, musique latine, rock progressif. Tous les membres participent à la composition de morceaux et au chant. Bill Nershi est à l'origine de bon nombre de chansons originales du groupe.

## Albums
- Born on the Wrong Planet, (1997)
- A String Cheese Incident, (1997)
- Round the Wheel, (1998)
- Breathe, with Keller Williams, (1999)
- Carnival '99, (1999)
- Outside Inside, (2001)
- Untying the Not, (2003)
- One Step Closer, (28 juin 2005)
- A Song In My Head, (avril 2014)

## Liens
- (en) Site officiel